# Mistrzostwa Europy w Piłce Ręcznej Kobiet 2022
Mistrzostwa Europy w Piłce Ręcznej Kobiet 2022 – piętnaste mistrzostwa Europy w piłce ręcznej kobiet, oficjalny międzynarodowy turniej piłki ręcznej o randze mistrzostw kontynentu organizowany przez EHF, mający na celu wyłonienie najlepszej żeńskiej reprezentacji narodowej w Europie. Odbywał się w dniach od 4 do 20 listopada 2022 roku w Słowenii, Czarnogórze i Macedonii Północnej. W turnieju brało udział szesnaście zespołów.
Logo mistrzostw opublikowano w marcu 2021 roku.

## Wybór organizatora
Według pierwotnego harmonogramu wstępne zainteresowania organizacją mistrzostw Europejska Federacja Piłki Ręcznej miała przyjmować do 1 maja 2017 roku. Na początku lipca 2017 roku, z uwagi na zaplanowane na grudzień 2022 roku Mistrzostwa Świata w Piłce Nożnej 2022, termin rozegrania zawodów został przesunięty na listopad. Jednocześnie EHF ustaliła nowe ramy czasowe wyboru organizatora – zgodnie z nim ostateczny termin składania wstępnych propozycji, a następnie oficjalnych aplikacji, upływał odpowiednio 1 września i 1 listopada 2017 roku, zaś decyzja, po przeprowadzonych inspekcjach i zatwierdzeniu kandydatur przez Zarząd EHF, miała zostać podjęta na kongresie tej organizacji w Glasgow w czerwcu 2018 roku. W wyznaczonym terminie wpłynęła wspólna kandydatura Słowenii, Czarnogóry i Macedonii, która została potwierdzona oficjalną aplikacją i zaakceptowana na kongresie EHF.

## Obiekty
Organizatorzy do przeprowadzenia zawodów wytypowali cztery hale. Europejski związek wysuwał zastrzeżenia co do hal w Celje i Podgoricy.
- Lublana – Arena Stožice (12 480)
- Celje – Dvorana Zlatorog (5800)
- Skopje – Centrum sportowe „Boris Trajkowski” (6173)
- Podgorica – Sportski centar Morača (5000)

## Zespoły
| Kraj               | Strefa kwalifikacyjna              | Data kwalifikacji | Mistrzostwa 2020 |
| ------------------ | ---------------------------------- | ----------------- | ---------------- |
| Słowenia           | Gospodarz                          | 20 czerwca 2018   | 16. miejsce      |
| Czarnogóra         | Gospodarz                          | 20 czerwca 2018   | 8. miejsce       |
| Macedonia Północna | Gospodarz                          | 20 czerwca 2018   | –                |
| Norwegia           | Mistrzostwa 2020                   | 20 grudnia 2020   | Mistrzostwo      |
| Holandia           | 1. miejsce w grupie 3 kwalifikacji | 4 marca 2022      | 6. miejsce       |
| Polska             | 1. miejsce w grupie 1 kwalifikacji | 4 marca 2022      | 14. miejsce      |
| Dania              | 1. miejsce w grupie 2 kwalifikacji | 5 marca 2022      | 4. miejsce       |
| Szwajcaria         | 2. miejsce w grupie 2 kwalifikacji | 6 marca 2022      | Debiut           |
| Francja            | 1. miejsce w grupie 4 kwalifikacji | 6 marca 2022      | 2. miejsce       |
| Szwecja            | 1. miejsce w grupie 6 kwalifikacji | 20 kwietnia 2022  | 11. miejsce      |
| Niemcy             | 2. miejsce w grupie 3 kwalifikacji | 21 kwietnia 2022  | 7. miejsce       |
| Hiszpania          | 1. miejsce w grupie 5 kwalifikacji | 21 kwietnia 2022  | 9. miejsce       |
| Węgry              | 2. miejsce w grupie 5 kwalifikacji | 21 kwietnia 2022  | 10. miejsce      |
| Serbia             | 2. miejsce w grupie 6 kwalifikacji | 23 kwietnia 2022  | 13. miejsce      |
| Rumunia            | 2. miejsce w grupie 2 kwalifikacji | 24 kwietnia 2022  | 12. miejsce      |
| Chorwacja          | 2. miejsce w grupie 4 kwalifikacji | 24 kwietnia 2022  | 3. miejsce       |

## Losowanie grup
Losowaine grup turneju na głównego zaplanowano odbyło się w Lublanie.
| Koszyk 1 |
| -------- |
| Norwegia |
| Francja  |
| Dania    |
| Polska   |

| Koszyk 2   |
| ---------- |
| Holandia   |
| Czarnogóra |
| Węgry      |
| Szwecja    |

| Koszyk 3           |
| ------------------ |
| Słowenia           |
| Macedonia Północna |
| Chorwacja          |
| Niemcy             |

| Koszyk 4   |
| ---------- |
| Hiszpania  |
| Rumunia    |
| Serbia     |
| Szwajcaria |

| Grupa A    |
| Lublana    |
| ---------- |
| Norwegia   |
| Węgry      |
| Chorwacja  |
| Szwajcaria |

| Grupa B  |
| Celje    |
| -------- |
| Dania    |
| Szwecja  |
| Słowenia |
| Serbia   |

| Grupa C            |
| Skopje             |
| ------------------ |
| Francja            |
| Holandia           |
| Macedonia Północna |
| Rumunia            |

| Grupa D    |
| Podgorica  |
| ---------- |
| Polska     |
| Czarnogóra |
| Niemcy     |
| Hiszpania  |

## Sędziowie
12 par sędziów zostało wybranych 13 czerwca 2022 roku. W październiku doszło do wymiany dwóch par.
- Ana Vranes i Marlis Wenninger
- Vesna Balvan i Tatjana Praštalo
- Jelena Mitrovic i Andjelina Kazanegra
- Maike Merz i Tanja Kuttler
- Ismailj Metalari i Nenad Nikołowski
- Igor Covalciuc i Alexei Covalciuc
- Eskil Braseth i Leif Andre Sundet
- Vania Sá i Marta Sá
- Vanja Antić i Jelena Jakovljević
- Ozren Backović i Mirko Palačković
- Javier Álvarez i Ion Bustamante
- Marina Duplij i Ołena Pobedrina

## Faza wstępna

### Grupa A
| 4 listopada 202218:00 | Węgry            | 33:28(12:14) | Szwajcaria     | Arena Stožice, Lublana Widzów: 1168 Sędzia: Jelena Vujačić Anđelina Kažanegra |
| 4 listopada 202218:00 | Katrin Klujber 9 | 33:28(12:14) | 6 Tabea Schmid | Arena Stožice, Lublana Widzów: 1168 Sędzia: Jelena Vujačić Anđelina Kažanegra |
| 4 listopada 202218:00 | 2×               | 33:28(12:14) | 3×             | Arena Stožice, Lublana Widzów: 1168 Sędzia: Jelena Vujačić Anđelina Kažanegra |

| 4 listopada 202220:30 | Norwegia    | 32:23(16:14) | Chorwacja       | Arena Stožice, Lublana Widzów: 1179 Sędzia: Marina Duplij Ołena Pobedrina |
| 4 listopada 202220:30 | Nora Mørk 8 | 32:23(16:14) | 4 Stela Posavec | Arena Stožice, Lublana Widzów: 1179 Sędzia: Marina Duplij Ołena Pobedrina |
| 4 listopada 202220:30 | 5×          | 32:23(16:14) | 2× · 1×         | Arena Stožice, Lublana Widzów: 1179 Sędzia: Marina Duplij Ołena Pobedrina |

| 6 listopada 202218:00 | Chorwacja            | 21:18(10:7) | Węgry              | Arena Stožice, Lublana Widzów: 1424 Sędzia: Maike Merz Tanja Kuttler |
| 6 listopada 202218:00 | Valentina Blažević 9 | 21:18(10:7) | 4 Viktoria Lukácks | Arena Stožice, Lublana Widzów: 1424 Sędzia: Maike Merz Tanja Kuttler |
| 6 listopada 202218:00 | 5× · 2×              | 21:18(10:7) | 1× · 2×            | Arena Stožice, Lublana Widzów: 1424 Sędzia: Maike Merz Tanja Kuttler |

| 6 listopada 202220:30 | Szwajcaria        | 21:38(9:19) | Norwegia        | Arena Stožice, Lublana Widzów: 1123 Sędzia: Marta Sá Vânia Sá |
| 6 listopada 202220:30 | Mia Emmeneggger 5 | 21:38(9:19) | 6 Stine Oftedal | Arena Stožice, Lublana Widzów: 1123 Sędzia: Marta Sá Vânia Sá |
| 6 listopada 202220:30 | 1×                | 21:38(9:19) | 2×              | Arena Stožice, Lublana Widzów: 1123 Sędzia: Marta Sá Vânia Sá |

| 8 listopada 202218:00 | Chorwacja       | 26:26(14:12) | Szwajcaria       | Arena Stožice, Lublana Widzów: 1088 Sędzia: Javier Álvarez Ion Bustamante |
| 8 listopada 202218:00 | Tena Japundža 6 | 26:26(14:12) | Mia Emmenegger 7 | Arena Stožice, Lublana Widzów: 1088 Sędzia: Javier Álvarez Ion Bustamante |
| 8 listopada 202218:00 | 5×              | 26:26(14:12) | 2× · 1×          | Arena Stožice, Lublana Widzów: 1088 Sędzia: Javier Álvarez Ion Bustamante |

| 8 listopada 202220:30 | Norwegia        | 32:22(14:12) | Węgry            | Arena Stožice, Lublana Widzów: 1088 Sędzia: Ismalij Metalari Nenad Nikolovski |
| 8 listopada 202220:30 | Vilde Ingstad 8 | 32:22(14:12) | Katrin Klujber 6 | Arena Stožice, Lublana Widzów: 1088 Sędzia: Ismalij Metalari Nenad Nikolovski |
| 8 listopada 202220:30 | 4×              | 32:22(14:12) | 4×               | Arena Stožice, Lublana Widzów: 1088 Sędzia: Ismalij Metalari Nenad Nikolovski |

### Grupa B
| 4 listopada 202218:00 | Dania                     | 26:28(15:14) | Słowenia   | Dvorana Zlatorog, Celje Sędzia: Javier Álvarez Ion Bustamante |
| 4 listopada 202218:00 | Trine Østergaard Jensen 7 | 26:28(15:14) | 8 Ana Gros | Dvorana Zlatorog, Celje Sędzia: Javier Álvarez Ion Bustamante |
| 4 listopada 202218:00 | 5× · 1×                   | 26:28(15:14) | 4×         | Dvorana Zlatorog, Celje Sędzia: Javier Álvarez Ion Bustamante |

| 4 listopada 202220:30 | Szwecja           | 27:21(14:9) | Serbia                | Dvorana Zlatorog, Celje Widzów: 2878 Sędzia: Marta Sá Vânia Sá |
| 4 listopada 202220:30 | Nathalie Hagman 9 | 27:21(14:9) | 6 Aleksandra Stamenić | Dvorana Zlatorog, Celje Widzów: 2878 Sędzia: Marta Sá Vânia Sá |
| 4 listopada 202220:30 | 5×                | 27:21(14:9) | 1× · 1×               | Dvorana Zlatorog, Celje Widzów: 2878 Sędzia: Marta Sá Vânia Sá |

| 6 listopada 202218:00 | Słowenia   | 22:33(13:14) | Szwecja           | Dvorana Zlatorog, Celje Widzów: 3137 Sędzia: Ismalij Metalari Nenad Nikołowski |
| 6 listopada 202218:00 | Ana Gros 5 | 22:33(13:14) | 9 Nathalie Hagman | Dvorana Zlatorog, Celje Widzów: 3137 Sędzia: Ismalij Metalari Nenad Nikołowski |
| 6 listopada 202218:00 | 2×         | 22:33(13:14) | 2×                | Dvorana Zlatorog, Celje Widzów: 3137 Sędzia: Ismalij Metalari Nenad Nikołowski |

| 6 listopada 202220:30 | Serbia               | 21:34(11:18) | Dania              | Dvorana Zlatorog, Celje Widzów: 3137 Sędzia: Marina Duplij Ołena Pobedrina |
| 6 listopada 202220:30 | Jovana Stoiljković 6 | 21:34(11:18) | 4 trzy zawodniczki | Dvorana Zlatorog, Celje Widzów: 3137 Sędzia: Marina Duplij Ołena Pobedrina |
| 6 listopada 202220:30 | 3×                   | 21:34(11:18) | 6× · 1×            | Dvorana Zlatorog, Celje Widzów: 3137 Sędzia: Marina Duplij Ołena Pobedrina |

| 8 listopada 202218:00 | Słowenia             | 27:24(13:15) | Serbia                | Dvorana Zlatorog, Celje Widzów: 3027 Sędzia: Maike Merz Tanja Kuttler |
| 8 listopada 202218:00 | Elizabeth Omoregie 6 | 27:24(13:15) | Sanja Radosavljević 6 | Dvorana Zlatorog, Celje Widzów: 3027 Sędzia: Maike Merz Tanja Kuttler |
| 8 listopada 202218:00 | 6× · 1×              | 27:24(13:15) | 4× · 2×               | Dvorana Zlatorog, Celje Widzów: 3027 Sędzia: Maike Merz Tanja Kuttler |

| 8 listopada 202220:30 | Dania        | 25:23(13:5) | Szwecja      | Dvorana Zlatorog, Celje Widzów: 3027 Sędzia: Jelena Vujačić Anđelina Kažanegra |
| 8 listopada 202220:30 | Emma Friis 9 | 25:23(13:5) | Tyra Axnér 9 | Dvorana Zlatorog, Celje Widzów: 3027 Sędzia: Jelena Vujačić Anđelina Kažanegra |
| 8 listopada 202220:30 | 3×           | 25:23(13:5) | 2× · 1×      | Dvorana Zlatorog, Celje Widzów: 3027 Sędzia: Jelena Vujačić Anđelina Kažanegra |

### Grupa C
| 5 listopada 202218:00 | Francja             | 24:14(12:5) | Macedonia Północna | Centrum sportowe „Boris Trajkowski”, Skopje Widzów: 2809 Sędzia: Tatjana Praštalo Vesna Balvan |
| 5 listopada 202218:00 | Coralie Lassource 4 | 24:14(12:5) | 5 Monika Janeska   | Centrum sportowe „Boris Trajkowski”, Skopje Widzów: 2809 Sędzia: Tatjana Praštalo Vesna Balvan |
| 5 listopada 202218:00 | 3×                  | 24:14(12:5) | 4× · 1×            | Centrum sportowe „Boris Trajkowski”, Skopje Widzów: 2809 Sędzia: Tatjana Praštalo Vesna Balvan |

| 5 listopada 202220:30 | Holandia                | 29:28(14:12) | Rumunia            | Centrum sportowe „Boris Trajkowski”, Skopje Widzów: 2809 Sędzia: Eskil Braseth Leif Andre Sundet |
| 5 listopada 202220:30 | Laura van der Heijden 7 | 29:28(14:12) | 5 trzy zawodniczki | Centrum sportowe „Boris Trajkowski”, Skopje Widzów: 2809 Sędzia: Eskil Braseth Leif Andre Sundet |
| 5 listopada 202220:30 | 4× · 2×                 | 29:28(14:12) | 2× · 1×            | Centrum sportowe „Boris Trajkowski”, Skopje Widzów: 2809 Sędzia: Eskil Braseth Leif Andre Sundet |

| 7 listopada 202218:00 | Macedonia Północna | 15:30(9:17) | Holandia      | Centrum sportowe „Boris Trajkowski”, Skopje Widzów: 2471 Sędzia: Ana Vranes Marlis Wenninger |
| 7 listopada 202218:00 | Sara Ristowska 4   | 15:30(9:17) | 7 Inger Smits | Centrum sportowe „Boris Trajkowski”, Skopje Widzów: 2471 Sędzia: Ana Vranes Marlis Wenninger |
| 7 listopada 202218:00 | 5× · 1×            | 15:30(9:17) | 5× · 2×       | Centrum sportowe „Boris Trajkowski”, Skopje Widzów: 2471 Sędzia: Ana Vranes Marlis Wenninger |

| 7 listopada 202220:30 | Rumunia                          | 21:35(11:17) | Francja             | Centrum sportowe „Boris Trajkowski”, Skopje Widzów: 2471 Sędzia: Ozren Backović Mirko Palačković |
| 7 listopada 202220:30 | Cristina Neagu 5 Sorina Grozav 5 | 21:35(11:17) | 6 Estelle Nze Minko | Centrum sportowe „Boris Trajkowski”, Skopje Widzów: 2471 Sędzia: Ozren Backović Mirko Palačković |
| 7 listopada 202220:30 | 2× · 1×                          | 21:35(11:17) | 4× · 1×             | Centrum sportowe „Boris Trajkowski”, Skopje Widzów: 2471 Sędzia: Ozren Backović Mirko Palačković |

| 9 listopada 202218:00 | Macedonia Północna | 23:31(12:13) | Rumunia           | Centrum sportowe „Boris Trajkowski”, Skopje Widzów: 2289 Sędzia: Vanja Antić Jelena Jakoljević |
| 9 listopada 202218:00 | Sanja Dabevska 7   | 23:31(12:13) | 10 Cristina Neagu | Centrum sportowe „Boris Trajkowski”, Skopje Widzów: 2289 Sędzia: Vanja Antić Jelena Jakoljević |
| 9 listopada 202218:00 | 2× · 1×            | 23:31(12:13) | 6×                | Centrum sportowe „Boris Trajkowski”, Skopje Widzów: 2289 Sędzia: Vanja Antić Jelena Jakoljević |

| 9 listopada 202220:30 | Francja                              | 26:24(14:12) | Holandia           | Centrum sportowe „Boris Trajkowski”, Skopje Widzów: 2389 Sędzia: Igor Covalciuc Alexei Covalciuc |
| 9 listopada 202220:30 | Pauletta Foppa 4 Estelle Nze Minko 4 | 26:24(14:12) | 9 Angela Malestein | Centrum sportowe „Boris Trajkowski”, Skopje Widzów: 2389 Sędzia: Igor Covalciuc Alexei Covalciuc |
| 9 listopada 202220:30 | 3× · 1×                              | 26:24(14:12) | 2× · 1×            | Centrum sportowe „Boris Trajkowski”, Skopje Widzów: 2389 Sędzia: Igor Covalciuc Alexei Covalciuc |

### Grupa D
| 5 listopada 202218:00 | Czarnogóra                             | 30:23(12:9) | Hiszpania             | Sportski centar Morača, Podgorica Widzów: 3019 Sędzia: Ana Vranes Marlis Wenninger |
| 5 listopada 202218:00 | Đurđina Jauković 5 Jovanka Radičević 5 | 30:23(12:9) | 5 Alexandrina Barbosa | Sportski centar Morača, Podgorica Widzów: 3019 Sędzia: Ana Vranes Marlis Wenninger |
| 5 listopada 202218:00 | 4×                                     | 30:23(12:9) | 3× · 1×               | Sportski centar Morača, Podgorica Widzów: 3019 Sędzia: Ana Vranes Marlis Wenninger |

| 5 listopada 202220:30 | Polska         | 23:25(12:11) | Niemcy            | Sportski centar Morača, Podgorica Widzów: 3019 Sędzia: Vanja Antić Jelena Jakovljević |
| 5 listopada 202220:30 | Magda Balsam 5 | 23:25(12:11) | 8 Alina Grijseels | Sportski centar Morača, Podgorica Widzów: 3019 Sędzia: Vanja Antić Jelena Jakovljević |
| 5 listopada 202220:30 | 5× · 1×        | 23:25(12:11) | 2× · 1×           | Sportski centar Morača, Podgorica Widzów: 3019 Sędzia: Vanja Antić Jelena Jakovljević |

| 7 listopada 202218:00 | Niemcy                         | 25:29(12:15) | Czarnogóra         | Sportski centar Morača, Podgorica Widzów: 3406 Sędzia: Igor Covalciuc Alexei Covalciuc |
| 7 listopada 202218:00 | Alina Grijseels 7 Emily Bölk 7 | 25:29(12:15) | 9 Đurđina Jauković | Sportski centar Morača, Podgorica Widzów: 3406 Sędzia: Igor Covalciuc Alexei Covalciuc |
| 7 listopada 202218:00 | 4× · 1× · 1×                   | 25:29(12:15) | 2×                 | Sportski centar Morača, Podgorica Widzów: 3406 Sędzia: Igor Covalciuc Alexei Covalciuc |

| 7 listopada 202220:30 | Hiszpania             | 21:22(12:12) | Polska              | Sportski centar Morača, Podgorica Widzów: 3406 Sędzia: Tatjana Praštalo Vesna Balvan |
| 7 listopada 202220:30 | Alexandrina Barbosa 7 | 21:22(12:12) | 5 Monika Kobylińska | Sportski centar Morača, Podgorica Widzów: 3406 Sędzia: Tatjana Praštalo Vesna Balvan |
| 7 listopada 202220:30 | 4×                    | 21:22(12:12) | 4× · 1×             | Sportski centar Morača, Podgorica Widzów: 3406 Sędzia: Tatjana Praštalo Vesna Balvan |

| 9 listopada 202218:00 | Polska              | 23:26(12:12) | Czarnogóra           | Sportski centar Morača, Podgorica Widzów: 4317 Sędzia: Ozern Backović Mirko Palačković |
| 9 listopada 202218:00 | Monika Kobylińska 6 | 23:26(12:12) | 12 Jovanka Radičević | Sportski centar Morača, Podgorica Widzów: 4317 Sędzia: Ozern Backović Mirko Palačković |
| 9 listopada 202218:00 | 4×                  | 23:26(12:12) | 2× · 2×              | Sportski centar Morača, Podgorica Widzów: 4317 Sędzia: Ozern Backović Mirko Palačković |

| 9 listopada 202220:30 | Niemcy            | 21:23(10:11) | Hiszpania       | Sportski centar Morača, Podgorica Widzów: 4317 Sędzia: Eskil Braseth Leif Andre Sundet |
| 9 listopada 202220:30 | Alina Grijseels 6 | 21:23(10:11) | 6 Carmen Campos | Sportski centar Morača, Podgorica Widzów: 4317 Sędzia: Eskil Braseth Leif Andre Sundet |
| 9 listopada 202220:30 | 3×                | 21:23(10:11) | 3× · 1×         | Sportski centar Morača, Podgorica Widzów: 4317 Sędzia: Eskil Braseth Leif Andre Sundet |

## Faza zasadnicza

### Grupa I
| 10 listopada 202218:00 | Chorwacja            | 18:26(12:13) | Słowenia   | Arena Stožice, Lublana Widzów: 4126 Sędzia: Ismailj Metalari Nenad Nikołowski |
| 10 listopada 202218:00 | Valentina Blažević 5 | 18:26(12:13) | 7 Ana Gros | Arena Stožice, Lublana Widzów: 4126 Sędzia: Ismailj Metalari Nenad Nikołowski |
| 10 listopada 202218:00 | 2× · 1×              | 18:26(12:13) | 2×         | Arena Stožice, Lublana Widzów: 4126 Sędzia: Ismailj Metalari Nenad Nikołowski |

| 10 listopada 202220:30 | Węgry            | 27:29(12:14) | Dania        | Arena Stožice, Lublana Widzów: 4126 Sędzia: Marta Sá Vania Sá |
| 10 listopada 202220:30 | Katrin Klujber 8 | 27:29(12:14) | 7 Emma Friis | Arena Stožice, Lublana Widzów: 4126 Sędzia: Marta Sá Vania Sá |
| 10 listopada 202220:30 | 3×               | 27:29(12:14) | 2× · 2×      | Arena Stožice, Lublana Widzów: 4126 Sędzia: Marta Sá Vania Sá |

| 12 listopada 202218:00 | Chorwacja          | 17:26(8:14) | Dania                | Arena Stožice, Lublana Widzów: 1323 Sędzia: Maike Merz Tanja Kuttler |
| 12 listopada 202218:00 | Katrina Pavlović 6 | 17:26(8:14) | 5 Kristina Jørgensen | Arena Stožice, Lublana Widzów: 1323 Sędzia: Maike Merz Tanja Kuttler |
| 12 listopada 202218:00 | 2×                 | 17:26(8:14) | 4×                   | Arena Stožice, Lublana Widzów: 1323 Sędzia: Maike Merz Tanja Kuttler |

| 12 listopada 202220:30 | Norwegia             | 27:25(13:13) | Szwecja         | Arena Stožice, Lublana Widzów: 1323 Sędzia: Javier Álvarez Ion Bustamante |
| 12 listopada 202220:30 | Henny Ella Reistad 7 | 27:25(13:13) | 9 Jenny Carlson | Arena Stožice, Lublana Widzów: 1323 Sędzia: Javier Álvarez Ion Bustamante |
| 12 listopada 202220:30 | 3×                   | 27:25(13:13) | 4× · 1×         | Arena Stožice, Lublana Widzów: 1323 Sędzia: Javier Álvarez Ion Bustamante |

| 14 listopada 202218:00 | Norwegia              | 26:23(16:15) | Słowenia   | Arena Stožice, Lublana Widzów: 5648 Sędzia: Tatjana Praštalo Vesna Balvan |
| 14 listopada 202218:00 | Henny Ella Reistad 10 | 26:23(16:15) | 5 Ana Gros | Arena Stožice, Lublana Widzów: 5648 Sędzia: Tatjana Praštalo Vesna Balvan |
| 14 listopada 202218:00 | 2×                    | 26:23(16:15) | 4× · 1×    | Arena Stožice, Lublana Widzów: 5648 Sędzia: Tatjana Praštalo Vesna Balvan |

| 14 listopada 202220:30 | Węgry            | 25:30(15:18) | Szwecja          | Arena Stožice, Lublana Widzów: 5648 Sędzia: Jelena Vujačić Anđelina Kažanegra |
| 14 listopada 202220:30 | Katrin Klujber 6 | 25:30(15:18) | 9 Jamina Roberts | Arena Stožice, Lublana Widzów: 5648 Sędzia: Jelena Vujačić Anđelina Kažanegra |
| 14 listopada 202220:30 | 3× · 1×          | 25:30(15:18) | 1×               | Arena Stožice, Lublana Widzów: 5648 Sędzia: Jelena Vujačić Anđelina Kažanegra |

| 16 listopada 202215:30 | Węgry            | 29:25(14:14) | Słowenia   | Arena Stožice, Lublana Widzów: 4263 Sędzia: Maike Merz Tanja Kuttler |
| 16 listopada 202215:30 | Katrin Klujber 9 | 29:25(14:14) | 6 Ana Gros | Arena Stožice, Lublana Widzów: 4263 Sędzia: Maike Merz Tanja Kuttler |
| 16 listopada 202215:30 | 2×               | 29:25(14:14) | 3× · 1×    | Arena Stožice, Lublana Widzów: 4263 Sędzia: Maike Merz Tanja Kuttler |

| 16 listopada 202218:00 | Chorwacja     | 27:31(11:17) | Szwecja           | Arena Stožice, Lublana Widzów: 4263 Sędzia: Vânia Sá Marta Sá |
| 16 listopada 202218:00 | Tena Petika 6 | 27:31(11:17) | 8 Nathalie Hagman | Arena Stožice, Lublana Widzów: 4263 Sędzia: Vânia Sá Marta Sá |
| 16 listopada 202218:00 | 2× · 2×       | 27:31(11:17) | 2×                | Arena Stožice, Lublana Widzów: 4263 Sędzia: Vânia Sá Marta Sá |

| 16 listopada 202220:30 | Norwegia    | 29:31(13:12) | Dania               | Arena Stožice, Lublana Widzów: 4263 Sędzia: Ismailj Metalari Nenad Nikolovski |
| 16 listopada 202220:30 | Nora Mørk 8 | 29:31(13:12) | 7 Anne Mette Hansen | Arena Stožice, Lublana Widzów: 4263 Sędzia: Ismailj Metalari Nenad Nikolovski |
| 16 listopada 202220:30 | 2× · 1×     | 29:31(13:12) | 3×                  | Arena Stožice, Lublana Widzów: 4263 Sędzia: Ismailj Metalari Nenad Nikolovski |

### Grupa II
| 11 listopada 202218:00 | Holandia           | 28:36(13:17) | Niemcy            | Centrum sportowe „Boris Trajkowski”, Skopje Widzów: 389 Sędzia: Vanja Antić Jelena Jakovljević |
| 11 listopada 202218:00 | Angela Malestein 8 | 28:36(13:17) | 8 Alina Grijseels | Centrum sportowe „Boris Trajkowski”, Skopje Widzów: 389 Sędzia: Vanja Antić Jelena Jakovljević |
| 11 listopada 202218:00 | 4× · 1×            | 28:36(13:17) | 7×                | Centrum sportowe „Boris Trajkowski”, Skopje Widzów: 389 Sędzia: Vanja Antić Jelena Jakovljević |

| 11 listopada 202220:30 | Rumunia        | 28:27(12:11) | Hiszpania                                           | Centrum sportowe „Boris Trajkowski”, Skopje Widzów: 389 Sędzia: Ozren Backović Mirko Palačković |
| 11 listopada 202220:30 | Crina Pintea 7 | 28:27(12:11) | 4 Jennifer Gutiérrez Bermejo 4 Lara González Ortega | Centrum sportowe „Boris Trajkowski”, Skopje Widzów: 389 Sędzia: Ozren Backović Mirko Palačković |
| 11 listopada 202220:30 | 3× · 1×        | 28:27(12:11) | 1× · 1×                                             | Centrum sportowe „Boris Trajkowski”, Skopje Widzów: 389 Sędzia: Ozren Backović Mirko Palačković |

| 13 listopada 202218:00 | Holandia                      | 29:29(15:17) | Hiszpania                                        | Centrum sportowe „Boris Trajkowski”, Skopje Widzów: 973 Sędzia: Marina Duplij Ołena Pobedrina |
| 13 listopada 202218:00 | Merel Freriks 6 Inger Smits 6 | 29:29(15:17) | 4 Paula Valdivia Monserrat 4 Alexandrina Barbosa | Centrum sportowe „Boris Trajkowski”, Skopje Widzów: 973 Sędzia: Marina Duplij Ołena Pobedrina |
| 13 listopada 202218:00 | 3×                            | 29:29(15:17) | 3×                                               | Centrum sportowe „Boris Trajkowski”, Skopje Widzów: 973 Sędzia: Marina Duplij Ołena Pobedrina |

| 13 listopada 202220:30 | Francja          | 27:19(12:9) | Czarnogóra          | Centrum sportowe „Boris Trajkowski”, Skopje Widzów: 973 Sędzia: Eskil Braseth Leif Sundet |
| 13 listopada 202220:30 | Pauletta Foppa 6 | 27:19(12:9) | 6 Jovanka Radičević | Centrum sportowe „Boris Trajkowski”, Skopje Widzów: 973 Sędzia: Eskil Braseth Leif Sundet |
| 13 listopada 202220:30 | 3×               | 27:19(12:9) | 1×                  | Centrum sportowe „Boris Trajkowski”, Skopje Widzów: 973 Sędzia: Eskil Braseth Leif Sundet |

| 15 listopada 202218:00 | Rumunia          | 34:35(18:18) | Czarnogóra                        | Centrum sportowe „Boris Trajkowski”, Skopje Widzów: 924 Sędzia: Ana Vranes Marlis Wenninger |
| 15 listopada 202218:00 | Cristina Neagu 9 | 34:35(18:18) | 8 Itana Grbić 8 Jovanka Radičević | Centrum sportowe „Boris Trajkowski”, Skopje Widzów: 924 Sędzia: Ana Vranes Marlis Wenninger |
| 15 listopada 202218:00 | 6× · 1×          | 34:35(18:18) | 3×                                | Centrum sportowe „Boris Trajkowski”, Skopje Widzów: 924 Sędzia: Ana Vranes Marlis Wenninger |

| 15 listopada 202220:30 | Francja        | 29:21(13:9) | Niemcy            | Centrum sportowe „Boris Trajkowski”, Skopje Widzów: 924 Sędzia: Igor Covalciuc Alexei Covalciuc |
| 15 listopada 202220:30 | Orlane Kanor 5 | 29:21(13:9) | 7 Alina Grijseels | Centrum sportowe „Boris Trajkowski”, Skopje Widzów: 924 Sędzia: Igor Covalciuc Alexei Covalciuc |
| 15 listopada 202220:30 | 4×             | 29:21(13:9) | 1×                | Centrum sportowe „Boris Trajkowski”, Skopje Widzów: 924 Sędzia: Igor Covalciuc Alexei Covalciuc |

| 16 listopada 202215:30 | Rumunia          | 28:32(14:16) | Niemcy                   | Centrum sportowe „Boris Trajkowski”, Skopje Widzów: 770 Sędzia: Marina Duplii Olena Pobedrina |
| 16 listopada 202215:30 | Cristina Neagu 7 | 28:32(14:16) | 10 Johanna Stockschläder | Centrum sportowe „Boris Trajkowski”, Skopje Widzów: 770 Sędzia: Marina Duplii Olena Pobedrina |
| 16 listopada 202215:30 | 3× · 1×          | 28:32(14:16) | 2×                       | Centrum sportowe „Boris Trajkowski”, Skopje Widzów: 770 Sędzia: Marina Duplii Olena Pobedrina |

| 16 listopada 202218:00 | Holandia      | 42:25(21:15) | Czarnogóra          | Centrum sportowe „Boris Trajkowski”, Skopje Widzów: 842 Sędzia: Ozren Backović Mirko Palačković |
| 16 listopada 202218:00 | Inger Smits 7 | 42:25(21:15) | 11 Đurđina Jauković | Centrum sportowe „Boris Trajkowski”, Skopje Widzów: 842 Sędzia: Ozren Backović Mirko Palačković |
| 16 listopada 202218:00 | 4×            | 42:25(21:15) | 4×                  | Centrum sportowe „Boris Trajkowski”, Skopje Widzów: 842 Sędzia: Ozren Backović Mirko Palačković |

| 16 listopada 202220:45 | Francja           | 36:23(17:9) | Hiszpania       | Centrum sportowe „Boris Trajkowski”, Skopje Widzów: 842 Sędzia: Vanja Antić Jelena Jakovljević |
| 16 listopada 202220:45 | Chloé Valentini 6 | 36:23(17:9) | 5 Carmen Campos | Centrum sportowe „Boris Trajkowski”, Skopje Widzów: 842 Sędzia: Vanja Antić Jelena Jakovljević |
| 16 listopada 202220:45 | 1×                | 36:23(17:9) | 2×              | Centrum sportowe „Boris Trajkowski”, Skopje Widzów: 842 Sędzia: Vanja Antić Jelena Jakovljević |

## Faza finałowa

### Mecze o miejsca 1–4
|  |              |            |            |                   |    |       |       |       |
|  | Półfinały    | Półfinały  | Półfinały  |                   |    | Finał | Finał | Finał |
|  | Półfinały    | Półfinały  | Półfinały  |                   |    | Finał | Finał | Finał |
|  | 18 listopada |            |            |                   |    |       |       |       |
|  |              |            |            |                   |    |       |       |       |
|  | Dania        | Dania      | 27         |                   |    |       |       |       |
|  | Dania        | Dania      | 27         | 20 listopada      |    |       |       |       |
|  | Czarnogóra   | Czarnogóra | 23         |                   |    |       |       |       |
|  | Czarnogóra   | Czarnogóra | 23         |                   |    | Dania | Dania | 25    |
|  | 18 listopada |            |            |                   |    | Dania | Dania | 25    |
|  |              |            | Norwegia   | Norwegia          | 27 |       |       |       |
|  | Norwegia     | Norwegia   | Norwegia   | Norwegia          | 27 | 28    |       |       |
|  | Norwegia     | Norwegia   |            |                   |    |       |       |       |
|  | Francja      | Francja    | 20         |                   |    |       |       |       |
|  | Francja      | Francja    | 20         | Mecz o 3. miejsce |    |       |       |       |
|  |              |            |            |                   |    |       |       |       |
|  | 20 listopada |            |            |                   |    |       |       |       |
|  |              |            |            |                   |    |       |       |       |
|  | Czarnogóra   | Czarnogóra | 27 (dogr.) |                   |    |       |       |       |
|  | Czarnogóra   | Czarnogóra | 27 (dogr.) |                   |    |       |       |       |
|  | Francja      | Francja    | 25         |                   |    |       |       |       |
|  | Francja      | Francja    | 25         |                   |    |       |       |       |

#### Półfinały
| 18 listopada 202217:45 | Dania        | 27:23(14:10) | Czarnogóra                       | Arena Stožice, Lublana Widzów: 3600 Sędzia: Igor Covalciuc Alexei Covalciuc |
| 18 listopada 202217:45 | Emma Friis 7 | 27:23(14:10) | 7 Itana Grbić 7 Đurđina Jauković | Arena Stožice, Lublana Widzów: 3600 Sędzia: Igor Covalciuc Alexei Covalciuc |
| 18 listopada 202217:45 | 5×           | 27:23(14:10) | 4×                               | Arena Stožice, Lublana Widzów: 3600 Sędzia: Igor Covalciuc Alexei Covalciuc |

| 18 listopada 202220:30 | Norwegia    | 28:20(12:11) | Francja       | Arena Stožice, Lublana Widzów: 3600 Sędzia: Maike Merz Tanja Kuttler |
| 18 listopada 202220:30 | Nora Mørk 8 | 28:20(12:11) | 5 Grâce Zaadi | Arena Stožice, Lublana Widzów: 3600 Sędzia: Maike Merz Tanja Kuttler |
| 18 listopada 202220:30 | 1×          | 28:20(12:11) | 2× · 2×       | Arena Stožice, Lublana Widzów: 3600 Sędzia: Maike Merz Tanja Kuttler |

#### Mecz o 5. miejsce
| 18 listopada 202215:00 | Szwecja           | 37:32(20:16) | Holandia           | Arena Stožice, Lublana Widzów: 3600 Sędzia: Marta Sá Vânia Sá |
| 18 listopada 202215:00 | Nathalie Hagman 9 | 37:32(20:16) | 5 trzy zawodniczki | Arena Stožice, Lublana Widzów: 3600 Sędzia: Marta Sá Vânia Sá |

#### Mecz o 3. miejsce
| 20 listopada 202217:45 | Czarnogóra                             | 27:25 (pd.)(13:12, 22:22) | Francja                             | Arena Stožice, Lublana Widzów: 5380 Sędzia: Tatjana Praštalo Vesna Balvan |
| 20 listopada 202217:45 | Jovanka Radičević 6 Đurđina Jauković 6 | 27:25 (pd.)(13:12, 22:22) | 4 Estelle Nze Minko 4 Lucie Granier | Arena Stožice, Lublana Widzów: 5380 Sędzia: Tatjana Praštalo Vesna Balvan |
| 20 listopada 202217:45 | 5× · 1×                                | 27:25 (pd.)(13:12, 22:22) | 5× · 1×                             | Arena Stožice, Lublana Widzów: 5380 Sędzia: Tatjana Praštalo Vesna Balvan |

#### Finał
| 20 listopada 202220:30 | Dania             | 25:27(15:12) | Norwegia    | Arena Stožice, Lublana Widzów: 5380 Sędzia: Javier Álvarez Ion Bustamante |
| 20 listopada 202220:30 | Louise Burgaard 6 | 25:27(15:12) | 8 Nora Mørk | Arena Stožice, Lublana Widzów: 5380 Sędzia: Javier Álvarez Ion Bustamante |
| 20 listopada 202220:30 | 2× · 1×           | 25:27(15:12) | 3× · 1×     | Arena Stožice, Lublana Widzów: 5380 Sędzia: Javier Álvarez Ion Bustamante |

## Klasyfikacja końcowa
| Miejsce | Reprezentacja      | Uwagi                    |
| ------- | ------------------ | ------------------------ |
| złoto   | Norwegia           | awans: MŚ 2023 i IO 2024 |
| srebro  | Dania              | awans: MŚ 2023           |
| brąz    | Czarnogóra         | awans: MŚ 2023           |
| 4.      | Francja            | awans: MŚ 2023           |
| 5.      | Szwecja            | awans: MŚ 2023           |
| 6.      | Holandia           | awans: MŚ 2023           |
| 7.      | Niemcy             |                          |
| 8.      | Słowenia           |                          |
| 9.      | Hiszpania          |                          |
| 10.     | Chorwacja          |                          |
| 11.     | Węgry              |                          |
| 12.     | Rumunia            |                          |
| 13.     | Polska             |                          |
| 14.     | Szwajcaria         |                          |
| 15.     | Serbia             |                          |
| 16.     | Macedonia Północna |                          |

## Nagrody indywidualne
Wybór zależał od oceny internautów i ekspertów, a nagrody indywidualne otrzymały:
| Najlepsza bramkarka | Najlepsza lewoskrzydłowa | Najlepsza lewa rozgrywająca | Najlepsza środkowa rozgrywająca | Najlepsza obrotowa | Najlepsza prawa rozgrywająca | Najlepsza prawoskrzydłowa | Najlepsza broniąca | MVP                |
| ------------------- | ------------------------ | --------------------------- | ------------------------------- | ------------------ | ---------------------------- | ------------------------- | ------------------ | ------------------ |
| Cléopatre Darleux   | Emma Friis               | Cristina Neagu              | Stine Oftedal                   | Pauletta Foppa     | Katrin Klujber               | Jovanka Radičević         | Kathrine Heindahl  | Henny Ella Reistad |